# Rodolphe IV de Gruyère
Pour les articles homonymes, voir Rodolphe IV et Rodolphe de Gruyère.
Rodolphe IV de Gruyère, né en 1350 et mort le 6 mars ou le 26 juin 1403, est un comte de Gruyère, issu de la famille de Gruyère, et un seigneur d'Aubonne par mariage de la seconde moitié du XIVe siècle et du début du siècle suivant. 

## Biographie
Rodolphe de Gruyère naît en 1350. Il est le fils du comte de Gruyère, Pierre IV, et de Catherine de la Tour-Châtillon.
Il est mentionné dans une charte de 1366 par son oncle, Jean Ier, comte de Gruyère
En 1371, il accorde ses franchises à Gessenay, ce qui lui permet de renflouer les caisses de son trésor. Plus tard, toujours pour la même raison et avec l'accord de ses fils Rodolphe de Montsalvens et François d'Oron, il affranchit de la mainmorte les habitants de la Châtellenie de Gruyères, de Broc et de Montsalvens le 4 décembre 1388.
En 1379, et afin de protéger ses intérêts des convoitises de l'évêque Édouard de Savoie-Achaïe, il souscrit un traité de combourgeoisie avec Fribourg.  
Toujours à court d'argent il vend la terre d'Oron à Henri de Montbéliard.

## Mariage et successions
Rodolphe de Gruyère épouse en premières noces, le 19 septembre 1350, Marguerite, (? - 3 mars 1351/60), dame d'Aubonne, fille d'Humbert Alleman/Alamandi, seigneur d'Aubonne et de Coppet et d'Agnès de Joinville ; puis en secondes noces, en 1363, Marguerite, (? - 1379/81), fille de Pierre II de Grandson et de Blanche de Savoie.
De son premier mariage il a :
- Rodolphe, (vers 1356 - 1400/01), ∞ Antoinette de Salins-la-Tour, dont :
  - Antoine de Gruyère qui succédera à son grand-père.
- Marie († 6 avril 1383), ∞ (1372) François d'Oron, dernier du nom.

De son second mariage il a :
- François († apr. 1388), co-seigneur Oron, ∞ Isabelle de Vallaise. Sans postérité.